# إيفردال
إيفردال (بالإنجليزية: Everdale)‏ هي لعبة فيديو بناء مدن من تطوير ونشر سوبر سل، صدرت في 23 أغسطس 2021 وتعمل على أجهزة آي أو إس وأندرويد. الفكرة هي بناء قرية خيالية ومتعددة اللاعبين تعتمد على تعاون اللاعب مع الآخرين.
وصف بوكت جيمر اللعبة أنها «بسيطة لكنها مثيرة».